# Georg Braun (kartograf)
Georg Braun (ur. 1542, zm. 10 marca 1622 w Kolonii) – niemiecki teolog zamieszkały w Kolonii, geograf i kartograf, wydawca i drukarz, znany również jako autor tekstu dzieła Civitates orbis terrarum, wydawanego w latach 1572–1617.
Civitates orbis terrarum jest wielotomowym dziełem, zawierającym mapy i opisy miast świata. Mapy miast wykonywał współpracownik Georga Brauna, Frans Hogenberg.